# Новоалексеевка (Алтайский край)
Новоалексеевка — село в Бурлинском районе Алтайского края России. Входит в состав Новопесчанского сельсовета.

## История
Основано в 1907 году. До 1917 года украинская деревня Славгородской волости Барнаульского уезда Томской губернии. В 1928 году деревня Ново-Алексеевская состояла из 165 хозяйств. Являлась административным центром Ново-Алексеевского сельсовета Ново-Алексеевского района Славгородского округа Сибирского края. Была организована сельскохозяйственная артель «Золотая Нива». С 1950 года являлось отделением укрупнённого колхоза «Заря коммунизма». С 1963 года стало отделением колхоза имени Ленина. В 1966 году на землях этого колхоза организован совхоз «Песчанский».

## Население
В 1928 году проживало 848 человек (413 мужчин и 435 женщин). Преобладающее население: украинцы.
| 1997 | 1998 | 1999 | 2000 | 2001 | 2002 | 2003 |
| ---- | ---- | ---- | ---- | ---- | ---- | ---- |
| 270  | ↘262 | ↘234 | ↘221 | ↗239 | ↘237 | ↘227 |
| 2004 | 2005 | 2006 | 2007 | 2008 | 2009 | 2010 |
| ↘209 | ↘198 | ↘196 | ↗201 | ↘184 | ↘174 | ↘153 |
| 2011 | 2012 | 2013 |      |      |      |      |
| ↘152 | ↘134 | ↗140 |      |      |      |      |